# 1952 en Suisse
Chronologie de la Suisse
- 1948
- 1949
- 1950
- 1951
- 1952
- 1953
- 1954
- 1955
- 1956

Chronologie de la Suisse
1951 en Suisse - 1952 en Suisse - 1953 en Suisse

## Gouvernement au1erjanvier 1952
- Conseil fédéral[1]:
  - Karl Kobelt PRD, président de la Confédération
  - Philipp Etter PDC, vice-président de la Confédération
  - Markus Feldmann UDC
  - Max Weber PSS
  - Rodolphe Rubattel PRD
  - Josef Escher PDC
  - Max Petitpierre PRD

## Évènements

### Janvier
Mercredi 23 janvier 
- Décès à Lausanne, à l’âge de 55 ans, du compositeur Carlo Boller.

 Dimanche 27 janvier 
- A Rheinau (ZH), 12 000 personnes manifestent contre le projet de centrale électrique au fil de l’eau sur le Rhin.
- Pour la deuxième fois de son histoire, le HC Arosa devient champion de Suisse de hockey-sur-glace.

### Février
Mardi 5 février 
- Fortes chutes de neige. Au Zurichberg, on enregistre un nouveau record de 58 centimètres de neige fraîche en 24 heures.

 Dimanche 10 février 
- Election complémentaire à Berne. Rudolf Gnägi (UDC) est élu au Conseil d’Etat lors du 1er tour de scrutin.

 Mardi 12 février 
- Décès à Meggen (LU), de l’écrivain alémanique Ernst Zahn.

 Jeudi 14 février 
- Décès à Lausanne, à l’âge de 54 ans, du compositeur Henri Stierlin-Vallon.

 Jeudi 28 février 
- Le Département fédéral des postes et chemins de fer octroie une concession provisoire à la Société suisse de radiodiffusion pour des émissions expérimentales de télévision.

### Mars
Dimanche 2 mars 
- Votations fédérales. Le peuple rejette, par 290 520 non (53,9 %) contre 248 318 oui (46,1 %), la prorogation de l’arrêté fédéral  restreignant l'ouverture et l'agrandissement d'hôtels.

 Jeudi 13 mars 
- Décès à Lausanne, à l’âge de 84 ans, de Julien Gruaz, ancien conservateur du cabinet des médailles à Lausanne.

 Samedi 22 mars 
- Inauguration du nouveau théâtre de Baden (AG).

 Mercredi 26 mars 
- Le Conseil national refuse la réintroduction de la peine de mort.
- Première de l'Opéra Léonore 40/45 de Rolf Liebermann à Bâle.

 Dimanche 30 mars 
- Votations fédérales. Le peuple approuve, par 483 583 oui (54,0 %) contre 411 178 non (46,0 %), la loi fédérale sur l'amélioration de l'agriculture et le maintien de la population paysanne.

### Avril
Mardi 15 avril 
- Décès à Neuchâtel, à l’âge de 86 ans, de l’historien Arthur Piaget.

 Samedi 19 avril 
- Décès à l’âge de 76 ans, de l’ancien conseiller fédéral Jean-Marie Musy.
- Dans le cadre de la Foire suisse d’échantillons, Radio-Bâle présente une démonstration de télévision avec 33 écrans disséminés dans l’enceinte de la manifestation.

 Dimanche 20 avril 
- Votations fédérales. Le peuple rejette, par 552 122 non (81,0 %) contre 129 243 oui (19,0 %), l'initiative populaire « concernant l'impôt sur le chiffre d'affaires ».

 Dimanche 27 avril 
- Création, à Douanne (BE), de la Garde aerienne suisse de sauvetage (REGA), à l'initiative de la Société suisse de sauvetage.

 Lundi 28 avril 
- La Suisse rétablit ses relations officielles avec le Japon.

### Mai
Jeudi 1er mai 
- Une automotrice heurte un train de voyageurs inoccupé en gare de Villeneuve (VD). Trois personnes sont tuées, 26 sont blessées.

 Samedi 3 mai 
- Inauguration de la Bibliothèque du fer à Schaffhouse.

 Samedi 10 mai 
- Vernissage de l’exposition Claude Monet au Kunsthaus de Zurich.

 Jeudi 15 mai 
- Inauguration de l’Exposition internationale de photographie à Lucerne qui présente 20 000 œuvres envoyées par des artistes du monde entier.

 Dimanche 18 mai 
- Votations fédérales. Le peuple rejette, par 422 255 non (56,3 %) contre 328 341 oui (43,7 %), l'initiative populaire « Financement des armements et sauvegarde des conquêtes sociales ».

 Samedi 24 mai 
- Inauguration à Zurich du Musée Rietberg, spécialisé dans l'art oriental.

 Lundi 26 mai 
- L’expédition suisse à l’Everest, conduite par l'alpiniste Raymond Lambert et le Sherpa Tensing Norgay échoue à 240 mètres du sommet.

 Mercredi 28 mai 
- Décès à Genève, à l’âge de 87 ans, du compositeur Joseph Lauber.

### Juin
Dimanche 8 juin 
- Le FC Grasshopper s’adjuge, pour la quatorzième fois de son histoire, le titre de champion de Suisse de football.
- Début des Championnats du monde de handball à Zurich.

 Lundi 9 juin 
- Décès à Guilford (Vermont), à l’âge de 61 ans, du compositeur et violoniste Adolf Busch.

 Samedi 13 juin 
- Décès à Zurich, à l’âge de 52 ans, de l’écrivain Max Pulver.

 Samedi 14 juin 
- 23 000 travailleurs du textile manifestent sur la place Fédérale à Berne pour réclamer la sécurité des places de travail et demander aux consommateurs d’accorder la priorité aux produits suisses.
- Vernissage de l’exposition Raoul Dufy, au Musée d’art et d’histoire de Genève.
- Décès à Zurich, à l’âge de 88 ans, de l’ancien conseiller fédéral Felix-Louis Calonder.

 Samedi 21 juin 
- L’Italien Pasquale Fornara remporte le Tour de Suisse cycliste

 Dimanche 22 juin 
- Vernissage de l’exposition Edvard Munch, au Kunsthaus de Zurich.

### Juillet
Mercredi 2 juillet 
- Une vague de chaleur affecte la Suisse. Le thermomètre indique 39 degrés Celsius à Bâle.

 Dimanche 6 juillet 
- Votations fédérales. Le peuple rejette, par 353 522 non (58,0 %) contre 256 195 oui (42,0 %), l’arrêté fédéral sur la couverture des dépenses pour l'armement.

 Lundi 21 juillet 
- Aux Jeux olympiques d’Helsinki, Jack Gunthard remporte le titre de champion olympique à la barre fixe (gymnastique).
- Aux Jeux olympiques d’Helsinki, Hans Eugster remporte le titre de champion olympique aux barres parallèles (gymnastique).

### Août
Vendredi 1er août 
- En raison d’une vitesse inadaptées, un train des Chemins de fer rhétiques sort des voies et se renverse sur la route à Bever (GR). Deux passagers du train sont tués et quatre personnes sont grièvement blessées sur la route.
- Création du Fonds national suisse de la recherche scientifique.

 Lundi 11 août 
- Des wagons de marchandises heurtent un train de voyageurs à l’arrêt en gare d’Interlaken-Est (BE). Quatre passagers sont tués et plusieurs autres grièvement blessés.

 Vendredi 15 août 
- 15 000 personnes manifestent contre le projet de centrale hydro-électrique de Rheinau (ZH).

 Lundi 18 août 
- Le trolleybus remplace le tramway sur la rive nord du lac de Thoune, entre Thoune et Beatenbuch (BE).

 Jeudi 21 août 
- Décès à Yverdon-les-Bains (VD), à l’âge de 54 ans, du peintre Georges Dessouslavy.

 Dimanche 24 août 
- Inauguration à Niederwald (VS), d’une fontaine et d’une plaque à la mémoire de l’hôtelier César Ritz.

### Septembre
Mercredi 3 septembre 
- Débuts des VIIe Rencontres internationales de Genève, placées sous le thème  L'homme devant la science .

 Jeudi 4 septembre 
- Mise en service, par les CFF, de la locomotive Ae 6/6, dit locomotive du St-Gothard, construite par la Fabrique suisse de locomotives et de machines de Winterthour.

 Dimanche 7 septembre 
- Inauguration de la nouvelle cabane Britannia, au-dessus de Saas Fee. Entièrement construite en pierres de taille, elle peut accueillir 120 personnes.

 Dimanche 14 septembre 
- Décès à Arles (Bouches-du-Rhône), à l’âge de 29 ans, du poète Alexander Xaver Gwerder.

 Jeudi 18 septembre 
- Décès à Locarno (TI), à l'âge de 56 ans, de l'écrivain  Giuseppe Zoppi.

 Lundi 22 septembre 
- Décès à La Chaux-de-Fonds (NE), à l’âge de 66 ans, du naturaliste et explorateur Albert Monard.

### Octobre
Dimanche 5 octobre 
- Votations fédérales. Le peuple approuve, par 492 885 oui (68,0 %) contre 232 007 non (32,0 %), la loi fédérale modifiant les dispositions relatives à l'imposition du tabac de la loi fédérale sur l'assurance-vieillesse et survivants.
- Votations fédérales. Le peuple rejette, par 603 917 non (84,5 %) contre 110 681 oui (15,5 %), l’arrêté fédéral concernant la construction d'abris antiaériens dans les bâtiments existants.

 Mercredi 22 octobre 
- Décès à Munich, à l’âge de 78 ans, du psychiatre Ernst Rüdin.

 Samedi 25 octobre 
- Décès à Riehen (BS), à l’âge de 66 ans, du peintre Numa Donzé.

 Mercredi 29 octobre 
- Ouverture, à la Limmatplatz à Zurich du premier supermarché de Suisse par la Migros.

### Novembre
Mercredi 5 novembre 
- Premier numéro du Bon Jour, hebdomadaire publié par l’humoriste Jack Rollan.

 Vendredi 14 novembre 
- Première, à Zurich, du film Heidi, réalisé par Luigi Comencini.

 Jeudi 20 novembre 
- Décès à Grasse (Alpes-Maritimes), à l’âge de la poétesse Marguerite Burnat-Provins.

 Dimanche 23 novembre 
- Votations fédérales. Le peuple approuve, par 489 461 oui (62,8 %) contre 289 837 non (37,2 %), l’arrêté fédéral sur le maintien temporaire d'un contrôle des prix réduit.
- Votations fédérales. Le peuple approuve, par 583 546 oui (75,6 %) contre 188 044 non (24,4 %), l’arrêté fédéral concernant le ravitaillement du pays en céréales panifiables.

 Vendredi 28 novembre 
- Le Conseil fédéral décide d'équiper l'Armée suisse d'armes nucléaires, estimant qu’il s’agit du moyen le plus efficace de maintenir l’indépendance du pays et d’en protéger la neutralité.

 Samedi 29 novembre 
- Lors d'un vote consultatif à Genève, 35 133 femmes contre 6 346 se prononcent en faveur de l'introduction de suffrage féminin aux plans communal et cantonal.

 Dimanche 30 novembre 
- Vernissage à Genève de l’Exposition consacrée au 350e anniversaire de l’Escalade.

### Décembre
Vendredi 5 décembre 
- Charlie Chaplin et son épouse Oona s’installent à Corsier-sur-Vevey (VD).

 Lundi 22 décembre 
- A Davos (GR), premier sauvetage aérien au moyen d’un hélicoptère, lors duquel une personne blessée est évacuée au moyen d’une nacelle de ballon.